# Sonneratia apetala
Sonneratia apetala là một loài thực vật có hoa trong họ Lythraceae. Loài này được Buch.-Ham. miêu tả khoa học đầu tiên năm 1800.